# Republik von Biak-na-Bato

Flagge der Republik von Biak na Bato

Die Republik von Biak-na-Bato (Tagalog: Repúbliká ng̃ Biak-na-Bató, Spanisch: República de Biac-na-Bató) war die erste provisorische Republik auf philippinischem Boden, die im Zuge der philippinischen Revolution entstand. Ausgerufen wurde sie im Juli 1897 von Emilio Aguinaldo, der sich zum Präsidenten erklärte. Die Ausrufung der Republik stellte noch keine Unabhängigkeitserklärung von Spanien, sondern eine Autonomieerklärung der Philippinen innerhalb des spanischen Kolonialreiches dar. 
Die Forderungen umfassten die Gleichberechtigung und Gleichheit der Filipinos vor dem Gesetz, Sitze im spanischen Parlament, Presse- und Meinungsfreiheit, eine Landreform und die Selbstverwaltung des philippinischen Archipels. Sie lehnten sich damit an das Manifest der La Liga Filipina José Rizals an.
Von Felix Ferrer und Isabelo Artacho wurde eine Verfassung erarbeitet, die sich an der kubanischen Verfassung von 1892 orientierte. Sie wird als die Verfassung von Biak-na-Bato bezeichnet und stellt die erste Verfassung in der Geschichte der Philippinen dar. Sie wurde am 1. November 1897 unterzeichnet und trat am 15. November in Kraft. Emilio Aguinaldo wurde nun offiziell zum Präsidenten und Mariano Trias zum Vizepräsidenten erklärt.
Da die spanischen Kolonialbehörden die Forderungen und die Republik von Biak na Bato nicht akzeptierten, wurden die Höhlen von Biak-na-Bato von den spanischen Truppen belagert. Der neu eingesetzte Generalgouverneur Fernando Primo de Rivera sah die Lage auf seiner Seite ebenfalls kaum verbessert. In einer Erklärung sagte er: „Ich kann Biak-na-Bato problemlos einnehmen. Jede Armee kann es einnehmen. Aber die Rebellion kann ich damit nicht beenden.“ Aus diesem Grund entschied er, den Revolutionären die Hand zum Frieden zu reichen. Der Anwalt Pedro Paterno wurde als Verhandlungsführer zwischen beiden Seiten ausgewählt. Vier Monate lang reiste er zwischen Manila und Biak-na-Bato hin und her. Seine Arbeit trug Früchte, als am 14.–15. Dezember 1897 der Vertrag von Biak-na-Bato unterzeichnet wurde.
Die Republik von Biak-na-Bato wurde am 15. Dezember 1897 offiziell aufgelöst. Emilio Aguinaldo und mehrere Dutzend seiner Anhänger gingen nach Hongkong ins Exil, wo sie später das Hongkong-Komitee gründeten, um die Revolution weiter zu unterstützen. Ihr Nachfolger wurde die Erste Philippinische Republik, die sich für komplett unabhängig erklärte.